# Janthina pallida
Janthina pallida (nomeada, em inglês, pallid Janthina) é uma espécie de molusco gastrópode marinho da família Epitoniidae, na ordem Caenogastropoda (no passado, na família Janthinidae), epipelágica e pleustônica em oceanos tropicais. Foi classificada por William Thompson, em 1840, no texto "Contributions towards a knowledge of the Mollusca Nudibranchia and Mollusca Tunicata of Ireland, with descriptions of some apparently new species of Invertebrata"; publicado em Annals of Natural History, 5: 84-102, pl. 2.

## Descrição da concha e hábitos
Janthina pallida possui concha globosa, com espiral destacada e geralmente com até 4 voltas angulares, de coloração púrpura a rosada, atingindo até os 2.8 centímetros de comprimento e sem canal sifonal em sua abertura. Possui lábio externo arredondado e fino, com columela reta, na parte anterior, e sem opérculo na abertura, quando adulta.

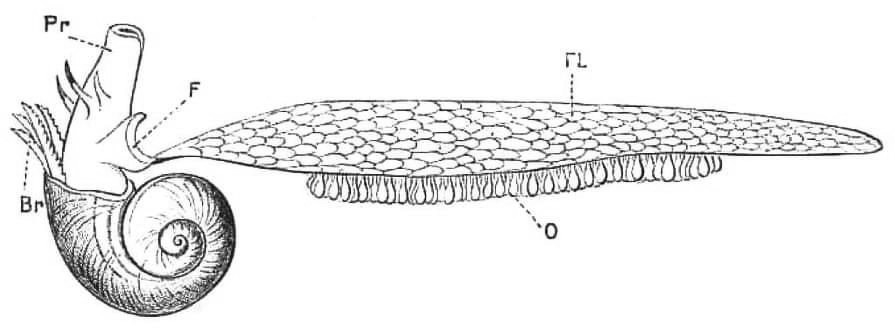
Ilustração de Janthina janthina (Linnaeus, 1758)[1] com o animal ("FL": flutuador; "O": ovos; "Pr": probóscide; "Br": brânquias; "F": pé); retirada de Molluscs, Cambridge Natural History, v.3 (1895).

Os moluscos do gênero Janthina não possuem visão e não podem viver desconectados de seus flutuadores; fixos por seus pés e com a abertura da concha para cima, estando à mercê de ventos e correntes marinhas, na superfície das ondas, para o seu deslocamento, passando sua vida na zona epipelágica ou nêuston (superfície dos oceanos) de mares tropicais, se alimentando de cnidários dos gêneros Physalia, Porpita e Velella. Tais flutuadores são constituídos por uma bolsa de bolhas de ar formadas por muco endurecido e secretado pelo animal. Tais bolsas também contém seus ovos, mantidos em cápsulas presas à parte inferior do flutuador das fêmeas e liberados como larvas que nadam livremente. Os indivíduos são protândricos; iniciam suas vidas como machos e posteriormente se tornam fêmeas. Quando são alvo de predação eles podem soltar uma substância de coloração arroxeada para a sua defesa.

## Distribuição geográfica
Esta espécie está distribuída geralmente nas áreas de clima tropical dos três oceanos, incluindoː
- Oceano Atlânticoː Cabo Verde[5], costa sul do Brasil[8], Cuba, golfo do México, Irlanda, mar do Caribe, México[5], mar Mediterrâneo[3], norte do Atlântico[5], Portugal[16][17], Reino Unido.
- Oceano Índicoː África do Sul, Moçambique.[5]